# جصاص
الجَصَّاص هو حِرَفيًّ يعمل الجبس أو الجِص طلاءً أو زخرفةً. استُخدِمَ التجصيص في تشييد المباني منذ عدة قرون. يجري الجصَّاص تدريباً مهنياً تُراوِح من سنتَيْن إلى أربعة ليكون مؤهلاً لمزاولة مهنته.

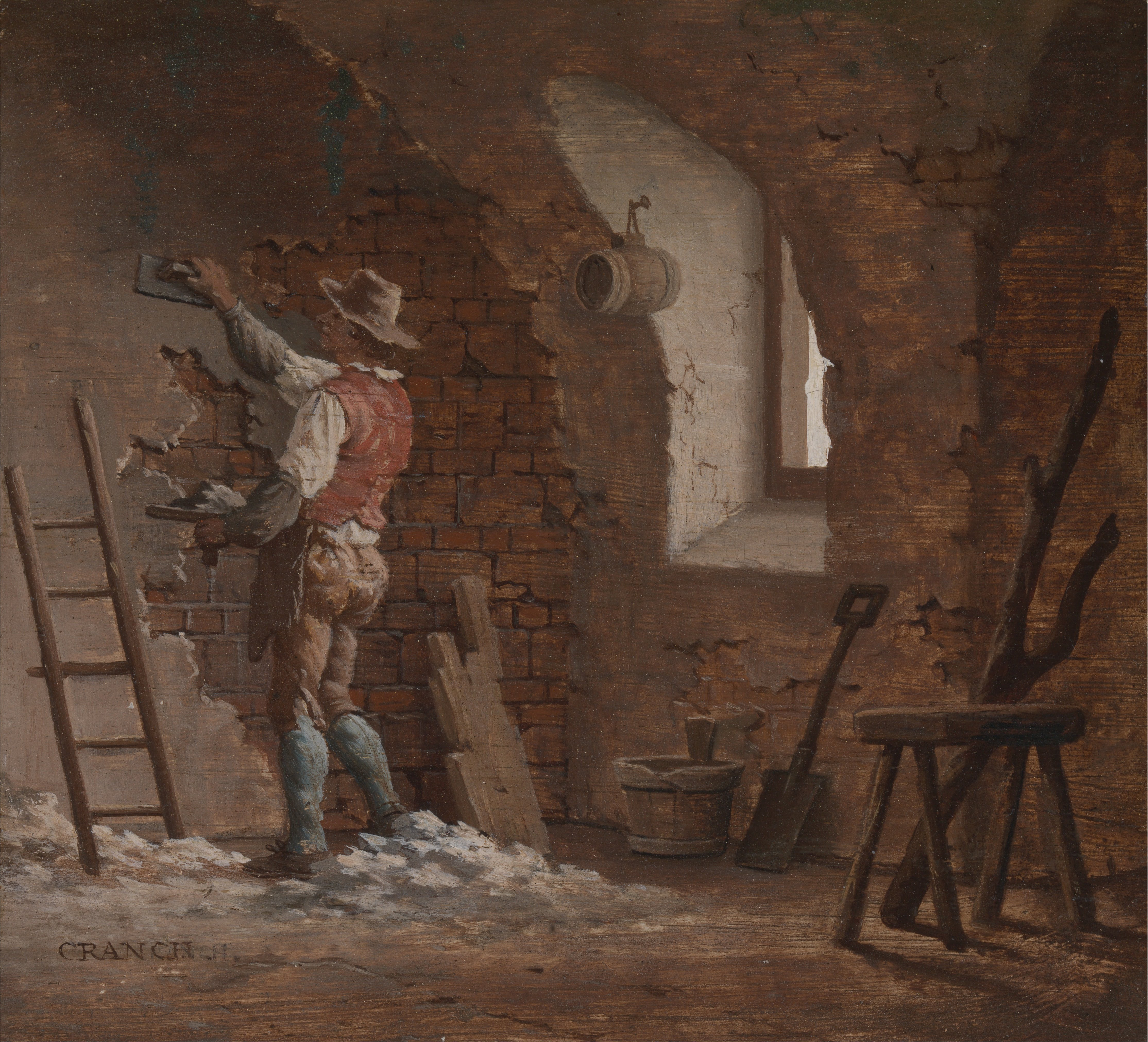
الجصّاص في عمله، جون كرانش (1751-1821)